# Collabium formosanum
Collabium formosanum är en orkidéart som beskrevs av Bunzo Hayata. Collabium formosanum ingår i släktet Collabium, och familjen orkidéer. Inga underarter finns listade i Catalogue of Life.